# The Lost Chord (canção)

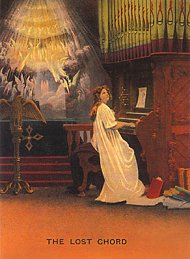
Cartão postal vitoriano.

The Lost Chord é uma canção composta por Arthur Sullivan em 1877 ao lado do leito de morte de seu irmão Fred. O manuscrito é datado de 13 de janeiro de 1877; Fred Sullivan morreu cinco dias depois. A letra foi escrita com um poema de Adelaide Anne Procter chamado "A Lost Chord," publicado em 1858 na The English Woman's Journal.
A canção foi sucesso imediato e tornou-se particularmente associada com a contralto americana Antoinette Sterling, com a amiga íntima e amante de Sullivan, Fanny Ronalds, e com a contralto britânica Clara Butt. Sullivan ficou orgulhoso com a música e mais tarde comentou: "Eu compus muita música desde então, mas nunca escrevi uma segunda "Lost Chord".
Muitos cantores gravaram a canção, incluindo Enrico Caruso, que a cantou no Metropolitan Opera House em 29 de abril de 1912, durante um concerto beneficente para as famílias de vítimas do naufrágio do Titanic. A peça tem permanecido como uma das canções mais conhecidas de Sullivan, e ainda até hoje é executada.

## História
Em 1877, Arthur Sullivan já era um dos mais importantes compositores britânicos, tendo produzido peças tão elogiadas pela crítica como sua Sinfonia irlandesa, sua Overture di Ballo, muitos hinos e canções, como o "Onward, Christian Soldiers", e as curtas óperas populares Cox and Box e Trial by Jury. Adelaide Anne Procter era uma poetisa muito popular na Grã-Bretanha, perdendo apenas para Alfred Tennyson. Nas primeiras partituras publicadas, o nome de Procter é escrito em letras maiores do que o de Sullivan. A morte do pai de Sullivan o inspirou a escrever a sua Overture in C, "In Memoriam" mais de doze anos antes.
Fred Sullivan foi um ator que atuou mais em operetas e óperas cômicas. O dramaturgo Francis Burnand escreveu sobre Fred: "Por ele ser a pessoa mais absurda, era a mais bondosa. Os irmãos eram devotados um ao outro, mas Arthur obteve fama, e o pobre Fred não". Fred atuou no papel de Apolo, em Thespis (1871), de Gilbert e Sullivan, e no juiz Learned em seu Trial by Jury (1875), entre outros. Provavelmente teria desempenhado o papel-título do próximo trabalho de Gilbert e Sullivan, The Sorcerer (1877), mas adoeceu em 1876 e morreu antes que o trabalho fosse produzido.
Durante o final da doença de Fred, Arthur visitou seu irmão com frequência em sua casa na King's Road, em Fulham, Londres. O compositor tinha tentado colocar o poema na música há cinco anos antes, mas não ficou satisfeito com o resultado. Ainda de luto, se inspirou para compor, ao lado da cama de Fred, esboçou a música The Lost Chord. Apesar de não ser escrita para a venda, a canção se tornou o maior sucesso comercial do que qualquer outra música britânica ou americana da década de 1870 e 1880. A contralto americana Antoinette Sterling se tornou uma das suas principais interpretes, assim como a amiga íntima e algumas vezes amante de Sullivan, Fanny Ronalds, que muitas vezes cantou-a em apresentações na sociedade. A dama Clara Butt gravou a música várias vezes, assim como muitos outros, incluindo Enrico Caruso em 1912. Uma cópia do manuscrito foi sepultado com Ronalds, que deixou o manuscrito para Butt em 1914. O marido de Butt, o barítono Robert Kennerly Rumford (1870-1957), deu o manuscrito à Worshipful Company of Musicians em 1950.
O musicólogo Derek B. Scott oferece esta análise da composição:

A composição de Sullivan é estruturalmente sofisticada ao lidar com os versos de Procter, e oferece um contraste para... simples configurações estróficas.... Isso demonstra a variedade de formas a serem encontradas nas baladas de salão antes de se dirigirem para uma maior homogeneidade na década de 1880.... Na maior parte, a canção está longe do previsível.... Existem algumas agradáveis surpresas, como a coloração súbita da harmonia com o velho modo mixolídio de igreja, quando o cantor descreve a sensação do acorde misterioso. Sullivan mostra um profundo conhecimento das possibilidades do piano, que variam amplamente em todo o seu compasso e faz contrastes dinâmicos poderosos e textural. Ele também faz um bom trabalho ao imitar um estilo de órgão na introdução. A habilidade de composição de Sullivan, onde as palavras estão envolvidas é evidente no modo como ele trata as quadras do poema de Procter... criando uma estrutura musical sutil que evita um caráter obviamente seccional, apesar do formato de hino do poema.

## Gravação de 1888 por Edison
Em 1888, Thomas Edison enviou o seu Fonógrafo "Aperfeiçoado" ao Sr. George Gouraud, em Londres, Inglaterra, e em 14 de agosto de 1888, Gouraud apresentou o fonógrafo a Londres em uma conferência de imprensa, incluindo a reprodução de um piano e corneta da gravação da "The Lost Chord", de Sullivan, uma das primeiras gravações de música já feita.
Uma série de festas se seguiu, apresentando o fonógrafo para os membros da sociedade da chamada "Little Menlo" de Londres. Sullivan foi convidado para uma dessas festas em 5 de outubro de 1888. Após o jantar, gravou um discurso para ser enviado para Thomas Edison, dizendo, em parte:
| “ | Só posso dizer que estou surpreso e um pouco apavorado com o resultado dos experimentos desta noite: espantado com a força maravilhosa que você desenvolveu, e apavorado ao pensar que tanta música horrível e ruim pode ficar gravada para sempre. Mas tudo que eu posso dizer é que ele é a coisa mais maravilhosa que eu já experimentei, e felicito-o com todo o meu coração sobre essa descoberta maravilhosa. | ” |

Essas gravações foram descobertas na Biblioteca de Edison, em Nova Jersey na década de 1950.

## Texto original
Seated one day at the organ,

I was weary and ill at ease,

And my fingers wandered idly

Over the noisy keys.

I know not what I was playing,

Or what I was dreaming then;

But I struck one chord of music,

Like the sound of a great Amen.

It flooded the crimson twilight,

Like the close of an angel's psalm,

And it lay on my fevered spirit

With a touch of infinite calm.

It quieted pain and sorrow,

Like love overcoming strife;

It seemed the harmonious echo

From our discordant life.

It linked all perplexèd meanings

Into one perfect peace,

And trembled away into silence

As if it were loth to cease.

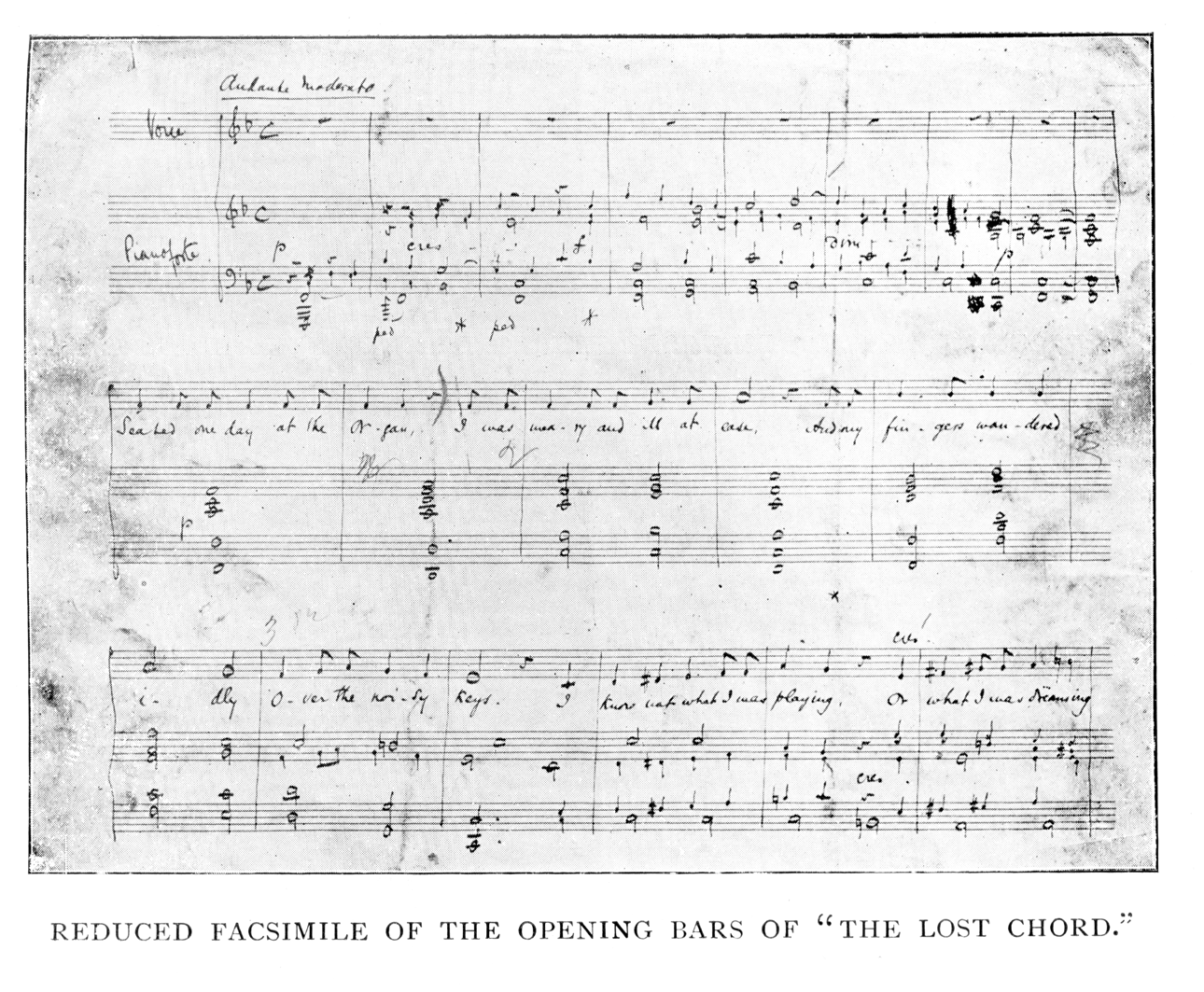
Os compassos da abertura de The Lost Chord; facsimile do manuscrito de Sullivan.

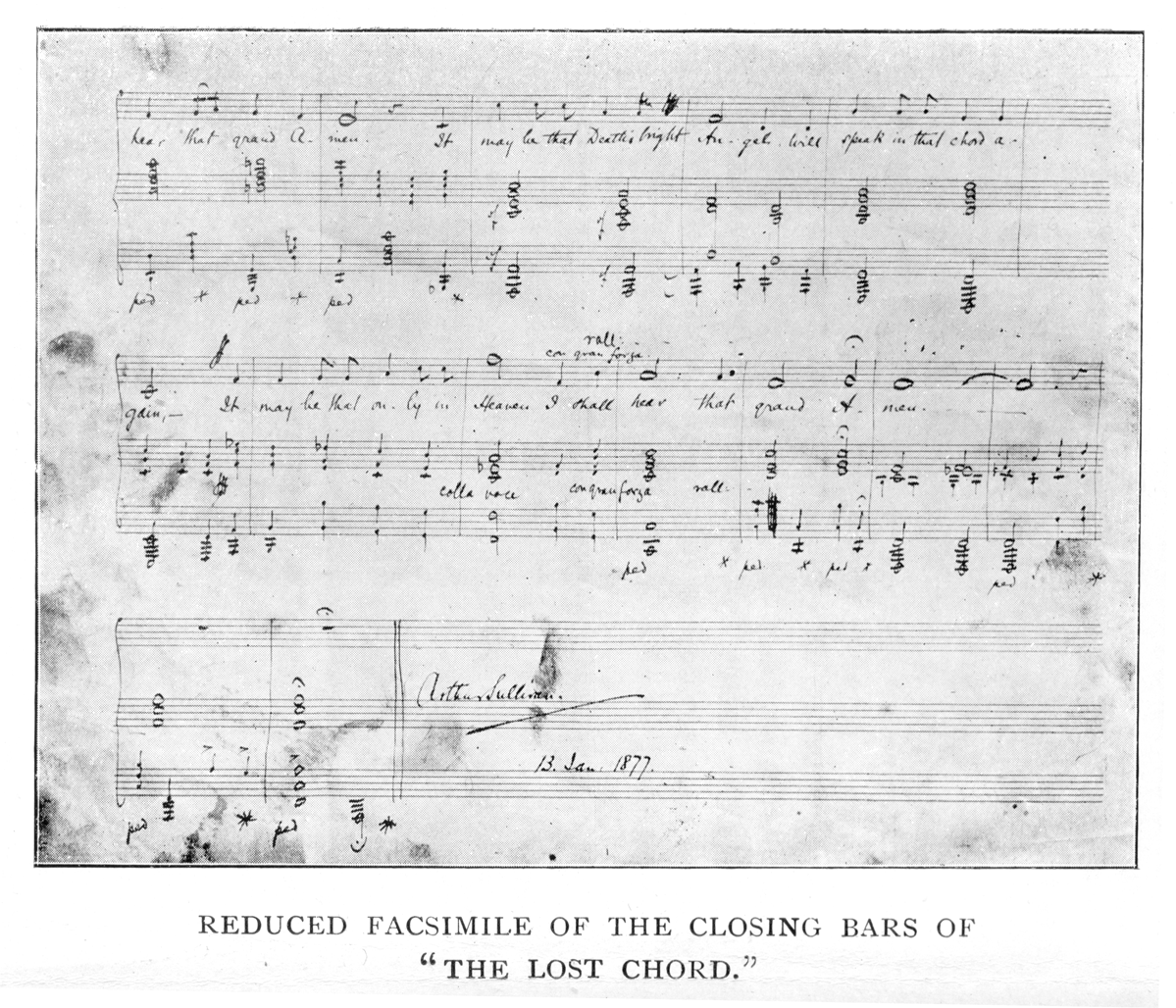
Os compassos do encerramento, com a assinatura de Sullivan e a data "13 Jan. 1877"

I have sought, but I seek it vainly,

That one lost chord divine,

Which came from the soul of the organ,

And entered into mine.

It may be that death's bright angel

Will speak in that chord again,

It may be that only in Heav'n

I shall hear that grand Amen.

## Influência cultural
- Deve haver pelo menos seis filmes com o título The Lost Chord, bem como um intitulado The Trail of the Lost Chord.[12]
- Jimmy Durante gravou uma canção bem-humorada chamada "The Guy Who Found the Lost Chord," que ele também canta no filme This Time for Keeps.
- A canção cômica de Michael Flanders e Donald Swann, "The Reluctant Cannibal" tem uma frase inicial, "Seated one day at the tom-tom", uma referência à primeira frase da "The Lost Chord."
- The Moody Blues produziram um álbum chamado In Search of the Lost Chord em 1968.
- A série televisiva Strangers teve um episódio chamado "The Lost Chord".[13]
- Uma organização chamada The Lost Chord[14] se descreve como "um esforço colaborativo para fomentar jovens talentos de comunidades carentes e fomentar um compromisso com a música e acessibilidade da educação artística na comunidade da Nova Inglaterra."
- Caryl Brahms escreveu um livro chamado Gilbert and Sullivan: Lost Chords and Discords (Boston: Little, Brown and Company, 1975).
- O romance de Edith Wharton, Ethan Frome trás referência à canção.
- Em Black Widowers de Isaac Asimov, a história "The Quiet Place" (Ellery Queen's Mystery Magazine, março de 1988), o tradicional "Guest" dos Black Widowers cantarola esta canção durante todo o jantar.
- O livro Bad Wisdom de Bill Drummond e Mark Manning diz respeito à sua viagem para o Polo Norte com um ícone de Elvis para procurar pela Lost Chord.